# Live in Japan 2002
Live in Japan 2002 es el primer álbum en vivo de la banda Simple Plan, bajo el sello discográfico Atlantic Records.El álbum fue grabado en Japón en el 2002, y lanzado para el público japonés el 21 de enero del 2003.
El álbum contiene cinco canciones de su tour de 2002 en Japón, y tres grabaciones de estudio, Addicted y otros dos que no aparecen en su álbumes, Surrender (cover de Cheap Trick) y Vacation. El CD también incluye una sección presentando imágenes en vivo, wallpapers, fotografías, entrevistas y el video musical de Addicted.

## Lista de canciones
1. "You Don't Mean Anything" - 3:50
2. "The Worst Day Ever" - 4:53
3. "Grow Up" - 4:16
4. "American Jesus" - 3:58
5. "I'm Just a Kid" - 5:06

### Pistas adicionales
1. "Addicted"
2. "Vacation"
3. "Surrender"